# Don Budge
John Donald Budge, Don Budge (ur. 13 czerwca 1915 w Oakland, zm. 26 stycznia 2000 w Scranton) – amerykański tenisista, pierwszy zwycięzca klasycznego Wielkiego Szlema w grze pojedynczej.
Był synem szkockiego emigranta, byłego piłkarza. Uprawiał kilka dyscyplin sportu, m.in. baseball i koszykówkę. Studiował na University of California w Berkeley, jednak przerwał naukę dla tenisa.
W 1942 roku służył w szeregach armii amerykańskiej.
Budge zmarł w styczniu 2000 roku w wyniku obrażeń odniesionych w wypadku samochodowym miesiąc wcześniej.

## Kariera tenisowa
Był graczem praworęcznym, wyróżniał się na korcie wysokim wzrostem, słynął z topspinowego bekhendu, uważanego za jeden z najlepszych bekhendów w historii tenisa. Eksperci sportowi umieszczają go w gronie najważniejszych postaci tenisa XX wieku. Znalazł się m.in. w gronie 20 najlepszych graczy według pisma „Tennis Magazine”. Szczególnie wysoko cenił Budge'a William Tilden, który napisał o nim:

„Budge u szczytu swojej kariery był najlepszy ze wszystkich... Grałem w ciągu ostatnich dwudziestu pięciu lat przeciwko wszystkim największym zawodnikom i mogę powiedzieć, że w okresie pełnych sześciu lat, kiedy był na wierzchołku, tak jako amator i później jako zawodowiec, Budge grał najrówniej. Nikt tak dobrze jak on nie grał przez 365 dni w ciągu roku”.

W 1934 roku Budge był już klasyfikowany w najlepszej dziesiątce tenisistów amerykańskich, a rok później w czołowej dziesiątce świata. Spotykał się kilkakrotnie z ówczesnym liderem amatorskiego tenisa, Fredem Perrym, przegrywając z nim m.in. na Wimbledonie i mistrzostwach USA (obecnie US Open) w 1936 roku. Zdołał pokonać utytułowanego rywala w nieco mniej prestiżowym turnieju, Pacific Southwest.
W 1937 roku Amerykanin wygrał w Wimbledon i mistrzostwa USA, a także poprowadził zespół narodowy do pierwszego po kilkunastu latach triumfu w Pucharze Davisa. Budge w zespole narodowym w 29 meczach poniósł 4 porażki. Jako lider rankingu światowego zdobywał punkty w grze pojedynczej, a także tworzył skuteczną parę deblową z Gene’em Mako. W meczu finałowym z Wielką Brytanią Budge zadecydował o sukcesie swojej drużyny, zdobywając punkty zarówno w grze pojedynczej (przeciwko Charliemu Hare i Bunny'emu Austinowi), jak i w deblu wspólnie z Mako.
Sukcesy w turnieju wimbledońskim (oprócz singla wygrał także debel z Mako i mikst z Alice Marble) oraz w Pucharze Davisa zadecydowały o przyznaniu Budge'owi kilku prestiżowych nagród – Nagrody Jamesa Sullivana dla najlepszego amatorskiego sportowca amerykańskiego oraz tytułu Sportowca Roku Associated Press. Otrzymał on także propozycję przejścia do grona tenisistów zawodowych, ale nie przyjął jej i kontynuował występy w turniejach amatorskich.
W 1938 roku Budge jako pierwszy zawodnik w historii wygrał cztery najważniejsze turnieje, kompletując Wielkiego Szlema. W finale Australian Championships (obecnie Australian Open) pokonał Johna Bromwicha, w French Championships (obecnie French Open) okazał się lepszy od Rodericha Menzela. Powtórzył sukces na Wimbledonie, triumfując we wszystkich trzech kategoriach. W finale gry pojedynczej pokonał Bunny’ego Austina. W mistrzostwach USA zwyciężył w finale z Gene’em Mako. Tegoż samego roku Budge przyczynił się do skutecznej obrony Pucharu Davisa przez zespół amerykański. W całym sezonie poniósł dwie porażki, poza turniejami wielkoszlemowymi wygrywając 2 kolejne imprezy.
W latach 1937–1938 Amerykanin zaliczył serię 92 pojedynków bez porażki, co przełożyło się na 14 wygranych turniejów. Zdecydował się ostatecznie na przejście na zawodowstwo; występy w gronie amatorów zakończył porażką z Australijczykiem Bromwichem na turnieju Pacific Coast w Berkeley.
Jako zawodowiec debiutował w 1939 roku w Madison Square Garden w Nowym Jorku, pokonując dawnego mistrza Wimbledonu Ellswortha Vinesa. W serii pojedynków z tym rywalem w ciągu roku odniósł 21 zwycięstw i poniósł 18 porażek. Skuteczniej grał przeciwko Fredowi Perry'emu odnotowując 18 wygranych i 11 porażek. W 1941 roku Budge okazał się lepszy od Williama Tildena, wygrywając 51 pojedynków z 58, jednak Tilden liczył sobie w tamtym okresie 47 lat. W 1940 i 1942 roku Budge zdobywał mistrzostwo USA zawodowców, pokonując w finałach Ferda Perry’ego i Bobby’ego Riggsa. W latach 1946, 1947 i 1949 Budge przegrywał z Riggsem finały mistrzostw USA zawodowców, a w 1953 roku uległ w finale Ricardo Gonzálezowi. Wkrótce zakończył występy zawodowe, poświęcając się pracy trenerskiej z młodzieżą.
Powrócił na korty w erze open tenisa, uczestnicząc w deblowej rywalizacji weteranów na Wimbledonie. Wygrał ten turniej w 1973 roku w parze z Frankiem Sedgmanem.
W 1964 roku Budge został uhonorowany miejscem w Międzynarodowej Tenisowej Galerii Sławy.

### Finały w turniejach wielkoszlemowych

#### Gra pojedyncza (6–1)
| Końcowy wynik | Nr | Data | Turniej                                | Nawierzchnia | Przeciwnik          | Wynik finału             |
| ------------- | -- | ---- | -------------------------------------- | ------------ | ------------------- | ------------------------ |
| Finalista     | 1. | 1936 | U.S. National Championships, Nowy Jork | Trawiasta    | Fred Perry          | 6:2, 2:6, 6:8, 6:1, 8:10 |
| Zwycięzca     | 1. | 1937 | Wimbledon, Londyn                      | Trawiasta    | Gottfried von Cramm | 6:3, 6:4, 6:2            |
| Zwycięzca     | 2. | 1937 | U.S. National Championships, Nowy Jork | Trawiasta    | Gottfried von Cramm | 6:1, 7:9, 6:1, 3:6, 6:1  |
| Zwycięzca     | 3. | 1938 | Australian Championships, Adelaide     | Trawiasta    | John Bromwich       | 6:4, 6:2, 6:1            |
| Zwycięzca     | 4. | 1938 | French Championships, Paryż            | Ceglana      | Roderich Menzel     | 6:3, 6:2, 6:4            |
| Zwycięzca     | 5. | 1938 | Wimbledon, Londyn                      | Trawiasta    | Bunny Austin        | 6:1, 6:0, 6:3            |
| Zwycięzca     | 6. | 1938 | U.S. National Championships, Nowy Jork | Trawiasta    | Gene Mako           | 6:3, 6:8, 6:2, 6:1       |

#### Gra podwójna (4–3)
| Końcowy wynik | Nr | Data | Turniej                                | Nawierzchnia | Partner   | Przeciwnicy                       | Wynik finału            |
| ------------- | -- | ---- | -------------------------------------- | ------------ | --------- | --------------------------------- | ----------------------- |
| Finalista     | 1. | 1935 | U.S. National Championships, Nowy Jork | Trawiasta    | Gene Mako | Wilmer Allison John Van Ryn       | 2:6, 3:6, 6:2, 6:3, 1:6 |
| Zwycięzca     | 1. | 1936 | U.S. National Championships, Nowy Jork | Trawiasta    | Gene Mako | Wilmer Allison John Van Ryn       | 6:4, 6:2, 6:4           |
| Zwycięzca     | 2. | 1937 | Wimbledon, Londyn                      | Trawiasta    | Gene Mako | Pat Hughes Raymond Tuckey         | 6:0, 6:4, 6:8, 6:1      |
| Finalista     | 2. | 1937 | U.S. National Championships, Nowy Jork | Trawiasta    | Gene Mako | Gottfried von Cramm Henner Henkel | 4:6, 5:7, 4:6           |
| Finalista     | 3. | 1938 | French Championships, Paryż            | Ceglana      | Gene Mako | Bernard Destremau Yvon Petra      | 6:3, 3:6, 7:9, 1:6      |
| Zwycięzca     | 3. | 1938 | Wimbledon, Londyn                      | Trawiasta    | Gene Mako | Henner Henkel Georg von Metaxa    | 6:4, 3:6, 6:3, 8:6      |
| Zwycięzca     | 4. | 1938 | U.S. National Championships, Nowy Jork | Trawiasta    | Gene Mako | John Bromwich Adrian Quist        | 6:3, 6:2, 6:1           |

#### Gra mieszana (4–2)
| Końcowy wynik | Nr | Data | Turniej                                | Nawierzchnia | Partnerka           | Przeciwnicy                       | Wynik finału   |
| ------------- | -- | ---- | -------------------------------------- | ------------ | ------------------- | --------------------------------- | -------------- |
| Finalista     | 1. | 1936 | Wimbledon, Londyn                      | Trawiasta    | Sarah Palfrey Cooke | Dorothy Round Little Fred Perry   | 8:7, 5:7, 4:6  |
| Finalista     | 2. | 1936 | U.S. National Championships, Nowy Jork | Trawiasta    | Sarah Palfrey Cooke | Alice Marble Gene Mako            | 3:6, 2:6       |
| Zwycięzca     | 1. | 1937 | Wimbledon, Londyn                      | Trawiasta    | Alice Marble        | Simone Mathieu Yvon Petra         | 6:4, 6:1       |
| Zwycięzca     | 2. | 1937 | U.S. National Championships, Nowy Jork | Trawiasta    | Sarah Palfrey Cooke | Sylvie Jung Henrotin Yvon Petra   | 6:2, 8:10, 6:0 |
| Zwycięzca     | 3. | 1938 | Wimbledon, Londyn                      | Trawiasta    | Alice Marble        | Sarah Palfrey Cooke Henner Henkel | 6:1, 6:4       |
| Zwycięzca     | 4. | 1938 | U.S. National Championships, Nowy Jork | Trawiasta    | Alice Marble        | Thelma Coyne Long John Bromwich   | 6:1, 6:2       |